# Rory Bosio
Rory Bosio (* 13. August 1984) ist eine US-amerikanische Ultramarathon- und Bergläuferin.

## Leben
Bosio wuchs in einem kleinen Ort in der Nähe des Lake Tahoe auf. Die Welt der Extrem-Läufe lernte sie schon früh durch die Ultramarathonläuferin Laura Vaughn kennen. Während der Schulzeit und dem Studium an der University of California, Davis trainierte Bosio in Crosslauf-Mannschaften, zusätzlich begleitete sie Vaughn bei deren Trainingsläufe. 2007 bestritt Bosio ihren ersten Ultramarathon, den Silver State 50/50. Sie gewann und stellte einen neuen Streckenrekord auf. The North Face wurde Sponsor der bis dahin unbekannten Athletin.
In den folgenden Jahren etablierte sich Bosio in der Ultramarathon- und Berglaufszene. Im Jahr 2013 gewann sie den Ultra-Trail du Mont-Blanc. Sie unterbot den Streckenrekord der Frauen des 166 km langen Rundkurses um den Mont Blanc in 22:37:26 um mehr als 2 Stunden. In der Gesamtwertung belegte Bosio den 7. Platz. Sie ist damit die erste Frau unter den zehn schnellsten Läufern des Wettbewerbs. 2014 wiederholte sie diesen Erfolg und durchlief die Strecke in 23:23:20. Durch diesen Sieg und dem Gewinn des North Face Lavaredo Ultra Trails errang Bosio 2014 den 9. Platz der erstmals ausgetragenen Ultra-Trail World Tour.
Für die Dokumentarreihe Boundless des US-amerikanischen Pay-TV-Senders Esquire Network besuchte Bosio 2015 zusammen mit vier weiteren Ausdauersportlern sieben Länder in drei Kontinenten, um sich extremen Wettbewerben im Laufen, Mountainbiken, Skifahren, Schwimmen und Klettern zu stellen. Die Dreharbeiten dauerten zehn Monate. Die Sendung wurde im Frühjahr 2016 ausgestrahlt.
Bosio arbeitet als Kinderkrankenschwester auf einer Intensivstation und lebt in der Nähe von Truckee, Kalifornien.

## Leistungen (Auswahl)
- 2007: 1. Platz beim 50 Meilen Silver State 50/50 im Washoe County (Streckenrekord in 5:41:38)[12]
- 2007: 2. Platz beim 33 Meilen Lake of the Sky auf dem Tahoe Rim Trail in Kalifornien
- 2009: 1. Platz beim Lake of the Sky
- 2009: 1. Platz beim 50 Meilen Dick Collins Firetrails 50 auf dem East Bay Skyline National Trail in Kalifornien
- 2010: 1. Platz beim Lake of the Sky
- 2012: 1. Platz bei der 40 Meilen Mount Mitchell Challenge
- 2012: 2. Platz beim 100 Mile Western States Endurance Run in der kalifornischen Sierra Nevada
- 2013: 2. Platz beim Way Too Cool 50K Endurance Run in der kalifornischen Sierra Nevada
- 2013: 1. Platz beim Ultra-Trail du Mont-Blanc (Streckenrekord in 22:37:26)
- 2014: 1. Platz beim Ultra-Trail du Mont-Blanc
- 2014: 1. Platz bei der 50 Meilen North Face Endurance Challenge New York[11]
- 2014: 1. Platz beim 118 Kilometer langen North Face Lavaredo Ultra Trail in den italienischen Dolomiten (Streckenrekord in 14:29:54)[13]
- 2014: 1. Platz bei der Endurance Challenge - Utah Trail 50 Miles
- 2014: 9. Platz der Ultra-Trail World Tour
- 2015: 1. Platz in der Gesamtwertung des 100 Meilen Atacama Xtreme in der chilenischen Atacama-Wüste[14]
- 2016: 3. Platz bei der Endurance Challenge - Utah Trail 50 km
- 2017: 1. Platz (Gesamtwertung) beim Tahoe Rim Trail 50M Endurance Run
- 2018: 1. Platz bei der Endurance Challenge Argentina 80K
- 2018: 3. Platz beim The Broken Arrow Skyrace, USA (52 km)
- 2018: 2. Platz beim TDS des Ultra-Trail du Mont-Blanc
- 2019: 1. Platz beim Ushuaia by UTMB, Argentinien (133 km)